# Браджо
Браджо (нем. Braggio) — деревня и бывшая коммуна в Швейцарии, в кантоне Граубюнден. 
Входит в состав коммуны Каланка. Население деревни составляет 51 человек (на 31 декабря 2013 года). Официальный код  —  3803.
До 2014 года имела статус отдельной коммуны. 1 января 2015 года была объединена с коммунами Арвиго, Кауко и Сельма  в новую коммуну Каланка. 
Входит в состав региона Моэза (до 2015 года входила в округ Моэза).